# Urupês
Urupês is een gemeente in de Braziliaanse deelstaat São Paulo. De gemeente telt 13.744 inwoners (schatting 2022).

## Aangrenzende gemeenten
De gemeente grenst aan Elisiário, Ibirá, Irapuã, Marapoama, Novo Horizonte en Potirendaba.